# Monomorium lameerei
Monomorium lameerei är en myrart som först beskrevs av Auguste-Henri Forel 1902.  Monomorium lameerei ingår i släktet Monomorium och familjen myror.

## Underarter
Arten delas in i följande underarter:
- M. l. lameerei
- M. l. stauderi